# What's the Matter with Father? (film 1918)
What's the Matter with Father? è un cortometraggio muto del 1918 diretto da John G. Blystone.

## Produzione
Il film fu prodotto dalla Century Film.

## Distribuzione
Distribuito dall'Universal Film Manufacturing Company, il film - un cortometraggio in due bobine - uscì nelle sale cinematografiche USA il 3 aprile 1918.